# ورا پاو
ورا پاو (انگلیسی: Vera Pauw؛ زادهٔ ۱۸ ژانویهٔ ۱۹۶۳) بازیکن فوتبال اهل پادشاهی هلند است.

وی همچنین در تیم ملی فوتبال زنان هلند بازی کرده‌است.